# Oepikellinae
Oepikellinae is een onderfamilie van kreeftachtigen uit de klasse van de Ostracoda (mosselkreeftjes).